# USS Peary (DD-226)
USS Peary (DD-226) — эсминец класса «Клемсон» ВМС США. Был введён в строй в 1920 году и потоплен японской авиацией в Дарвине, Северная территория, Австралия, 19 февраля 1942 года.

## Строительство и ввод в эксплуатацию
«Пири» был заложен компанией William Cramp & Sons из Филадельфии 9 сентября 1919 года. Эсминец был спущен на воду 6 апреля 1920 года под патронажем миссис Эдвард Стаффорд, дочери адмирала Пири. Судно было сдано в эксплуатацию 22 октября 1920 года.

## История службы

### До Второй мировой войны
«Пири» служил на Дальнем Востоке с 1922 года. С патрулём реки Янцзы с 1923 по 1931 год он ежегодно отплывал в китайские воды, защищая американские интересы с 1931 года до начала Второй мировой войны.

### Вторая мировая война
«Пири» был пришвартован в Кавите, Филиппины, когда новости о рейде Пёрл-Харбора достигли его и были услышаны во время рейда на военно-морскую верфь Кавите, Филиппины, два дня спустя. Ранним вечером 10 декабря более 50 двухмоторных бомбардировщиков высокого уровня появились над Кавите и, неторопливо курсируя над дальностью зенитного огня, уничтожили практически всю базу.
Пири, привязанный к небольшому пирсу, получил в носовую часть одну бомбу, которая повредила надстройку и штабель и убила восьмерых членов экипажа. Он оказался в опасном положении, когда в мастерской по ремонту торпед на соседнем причале начался пожар боеголовок торпед. USS Whippoorwill отбуксировал его. «Уиппурвилл» и «Пиллсбери» подошли вплотную, и их пожарные шланги потушили огонь за пять минут. Командир «Пири» Х. Х. Кейт был ранен в этом бою и был заменён командиром Дж. М. Бермингемом.
26 декабря 1941 года «Пири» уже шёл полным ходом, когда японцы снова подошли и сбросили несколько бомб рядом с кораблём.
К утру 27 декабря «Пири» был в заливе Кампоманес на острове Негрос, где решил остановиться. Экипаж замаскировал его зелёной краской и пальмовыми листьями, надеясь ускользнуть от японских патрульных бомбардировщиков. Пятёрка их прошла над головой, не заметив корабль в то утро, и когда стемнело, эсминец отправился через море Целебес в пролив Макассар.
Японский бомбардировщик заметил «Пири» на следующее утро и следил за ним до полудня. В полдень три других бомбардировщика присоединились к нему в двухчасовой атаке. Самолёты сбросили 500-фунтовые (230 кг) бомбы, а затем выпустили две торпеды всего в 500 ярдах (460 м) от корабля. «Пири» быстро включил один двигатель, и обе торпеды едва не попали в нос корабля. Секундой позже ещё двое промахнулись мимо кормы на десять ярдов (9,1 м). Затем бомбардировщики удалились.
Новый год застал «Пири» в Дарвине, Австралия. В течение января и части февраля он действовал из Дарвина, в основном на противолодочном патрулировании. 15-16 февраля «Пири» принимал участие в миссии по транспортировке подкреплений и припасов союзным войскам в голландском Тиморе, но она была прервана после интенсивного воздушного нападения. 19 февраля 1942 года Дарвин подвергся массированной японской воздушной атаке. «Пири» был атакован японскими пикирующими бомбардировщиками и был поражён пятью бомбами. Первая бомба взорвалась на фантеле, вторая, зажигательная, на рубке камбуза; третья не взорвалась; четвёртая попала вперёд и взорвала носовые магазины боеприпасов; пятая, ещё одна зажигательная, взорвалась в кормовом машинном отделении. Пулемёт .30 калибра на кормовой палубе и пулемёт .50 калибра на палубе камбуза стреляли, пока последний вражеский самолёт не улетел.
Вместе с кораблём погибли 88 офицеров и матросов, включая Бермингема. В живых осталось 53 человека и один офицер, лейтенант Р. Л. Джонсон. Лейтенанту У.Дж. Кэтлетту, находившемуся на берегу во время последней битвы Пири, было поручено написать официальный отчёт ВМС США о потоплении. «Пири» был первым эсминцем Азиатского флота, потопленным во Второй мировой войне. Исключён из списков флота 8 мая 1942 года. В июле 2020 года правительство Северной территории объявило, что пропеллеры корабля были найдены в нескольких километрах от известного места крушения, что побудило провести дальнейшее расследование. Последняя битва Пири.

## Награды
- Медаль «За службу на Янцзы»
- Китайская медаль за службу
- Медаль Американской службы обороны с застёжкой «Флот»
- Медаль Азиатско-Тихоокеанской кампании
- Медаль Победы во Второй Мировой войне

## Настоящее время

### Мемориал
В Дарвине есть мемориал в честь погибших на эсминце. Этот мемориал в Двухсотлетнем парке состоит из мемориальной доски и одной из 4-дюймовых палубных пушек, найденных на «Пири». Эта пушка нацелена на место упокоения Пири в гавани. По словам Питера Гроуза, автора книги «Неловкая правда: бомбардировка Дарвина», февраль 1942 года, «обречённый, но великолепный ответ эсминца USS Peary в гавани Дарвина, когда японские пикирующие бомбардировщики роились вокруг него, заслуживает места в книгах легенд американской военной истории». Мемориал посетили президент Обама и премьер-министр Гиллард 17 ноября 2011 года в рамках церемонии, посвящённой ветеранам Второй мировой войны, в конце 60-летия президентского визита АНЗУСА в Австралию.

### Последствия
«Пири» находится на глубине 27 м (89 футов) в гавани Дарвина. Само затонувшее судно является памятником тем, кто погиб во время первой бомбардировки австралийской земли, и тем, кто защищал Дарвин.